# Sint Anna (Weert)
De Sint Annamolen Keent is een korenmolen aan de Keenterstraat in Weert in de gelijknamige gemeente in de Nederlandse provincie Limburg.
De molen werd in 1911-1912 in opdracht van Toon Tindemans, molenaarsknecht op de Sint Antoniusmolen van Weert-Laar, gebouwd voor de plaatselijke boeren. Die lieten tot dan toe hun graan op de Boonesmolen of Clercxmolen malen. Bij de bouw is gebruikgemaakt van onderdelen uit de Clercxmolen, die werd gesloopt. Toen de molen in 1924 werd verkocht, was er ook een zuiggasmotor aanwezig om bij windstilte te malen. De molen is in 1931 uitgerust met Dekker-stroomlijnwieken om efficiënter te kunnen werken. De molen werd bij die gelegenheid vernoemd naar Sint-Anna (en eigenlijk naar de vrouw van molenaar Clijsters, die Anna heette). In de jaren 40 werd, na een breuk van een Dekker-roede, het gevlucht voorzien van het Systeem van Bussel.
De molen bleef tot begin van de jaren 50 in gebruik. Toen moest de molenaar zijn bedrijf stoppen en kwam de molen stil te staan. Begin jaren 70 kocht de gemeente de Sint Anna en liet de inmiddels vervallen molen restaureren. In 1973 was de molen weer maalvaardig. Eerste vrijwillig molenaar op de molen werd Gerie Fijen. 
De roeden van de molen zijn voorzien van het oudhollands hekwerk met zeilen. De molen is ingericht met één koppel 16der kunststenen. Tussen 2009 en 2011 werd een nieuwe grote restauratie uitgevoerd. Daarbij kreeg de molen nieuwe roeden en werd binnen in de molen veel gedaan aan herstel van houtrot als gevolg van houtborendende insecten. Ook werd de molenbiotoop belangrijk verbeterd door het rooien van een groot aantal bomen. In 2012 en 2014 werden naast vrijwillige molenaar Gerie Fijen, drie  nieuwe vrijwillige molenaars aangesteld. De molen is anno 2023 in beheer bij Molenstichting Weerterland  en heeft een molenwinkeltje (Stichting Sint Anna (1911), Molen van Keent).
De molen heeft een aantal voorzieningen voor mensen met beperkingen. Zo is in de molen een videosysteem aangebracht zodat alle molenzolders via een groot beeldscherm bekeken kunnen worden door mensen in een rolstoel. Ook is er in de molen een voeltafel voor mensen met visuele beperkingen. De molen beschikt bovendien over een aangepaste toiletvoorziening. Rond de molen en tegenover de molen zijn bijentuinen ingericht voor het bijenproject Onze Molenberg Zzzoemt.  
De Sint Anna is in principe te bezichtigen wanneer deze draait, tijdens alle nationale, provinciale, regionale en lokale molenactiviteiten en de meeste zaterdagen. Digitaal is de molen van binnen altijd te bekijken op momenten dat de molen gesloten is via de ErfgoedApp van de Vlaamse Erfgoedorganisatie. 

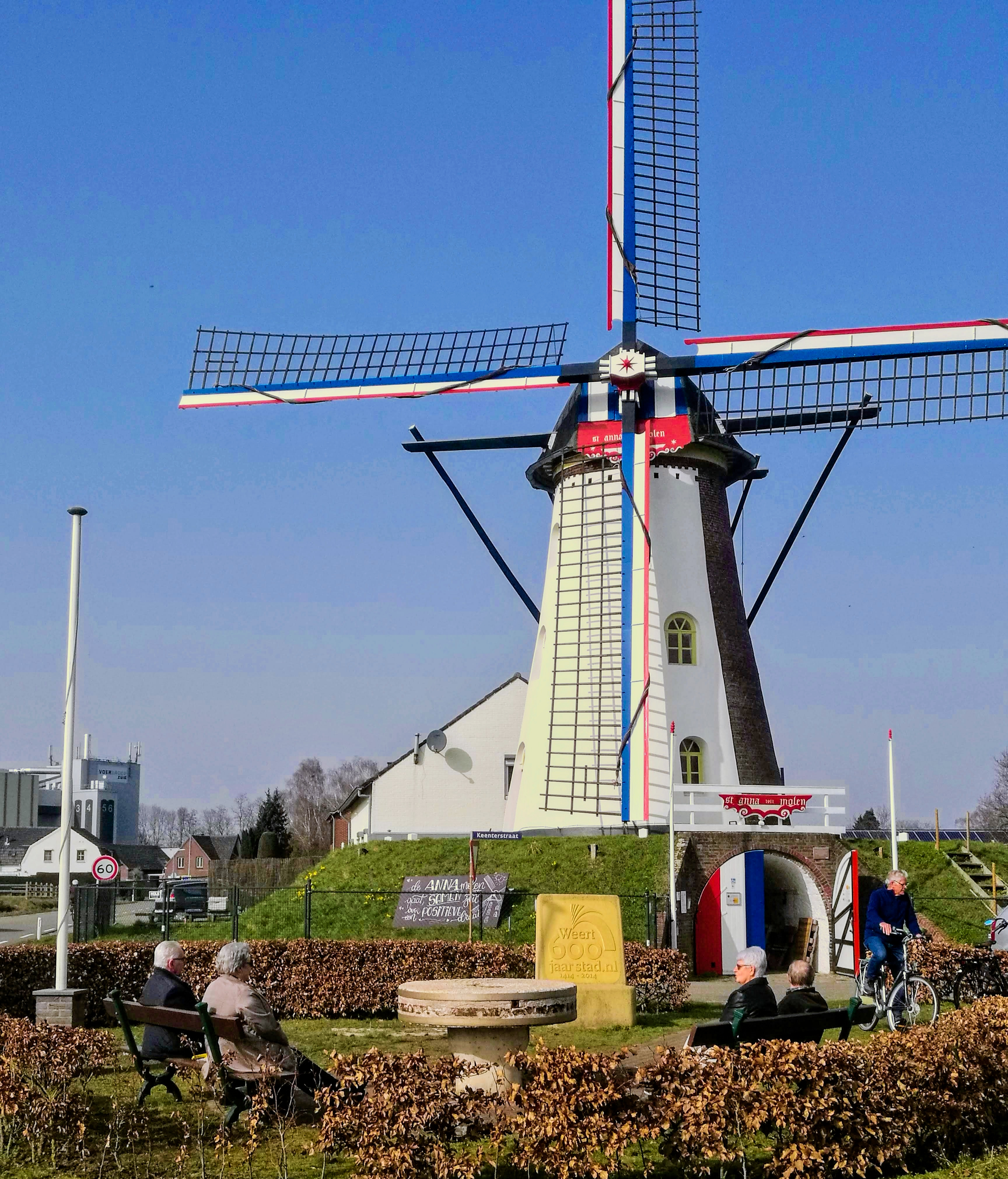
Sint Anna Keent Weert
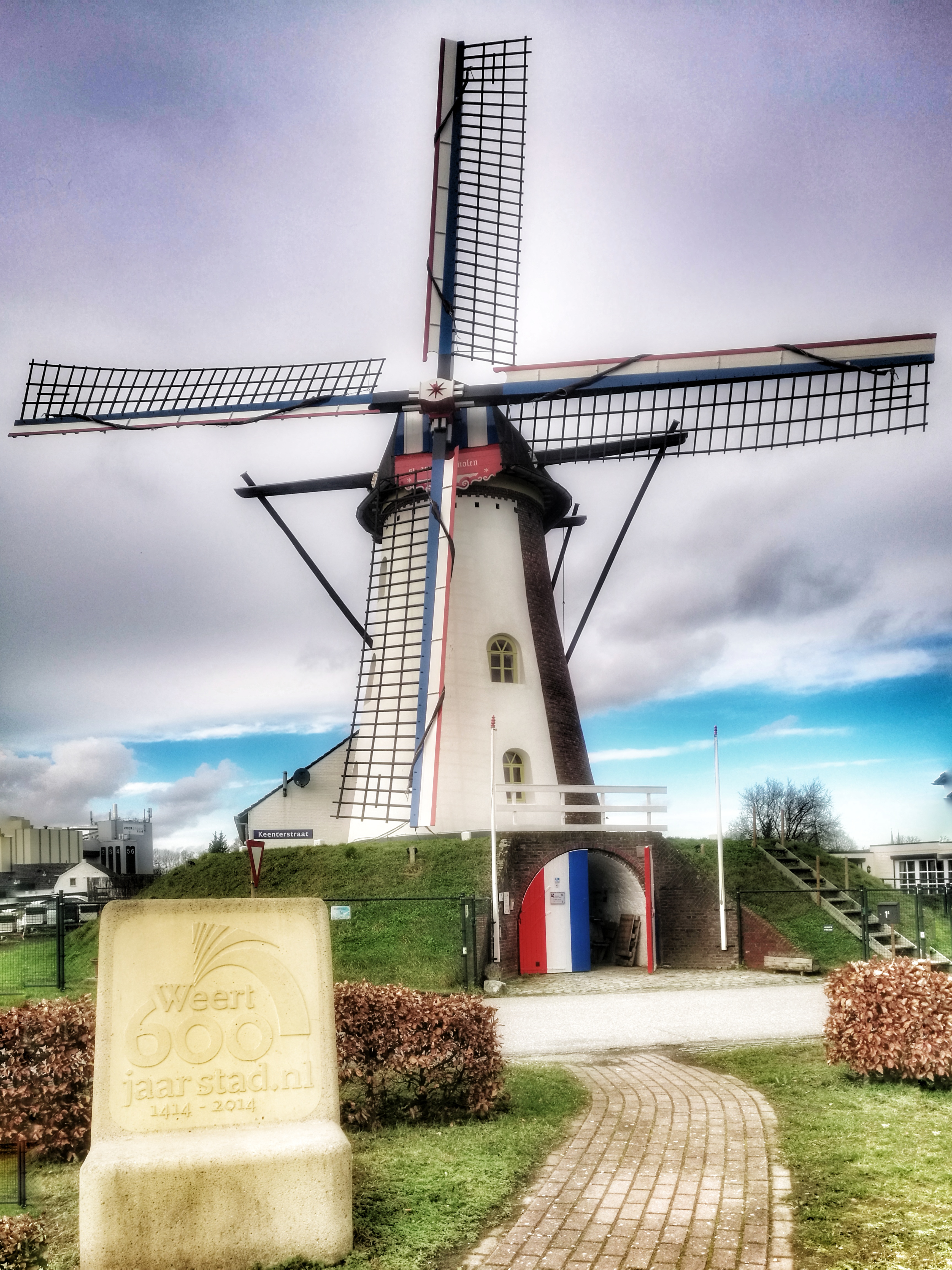
Sint Anna Keent Weert
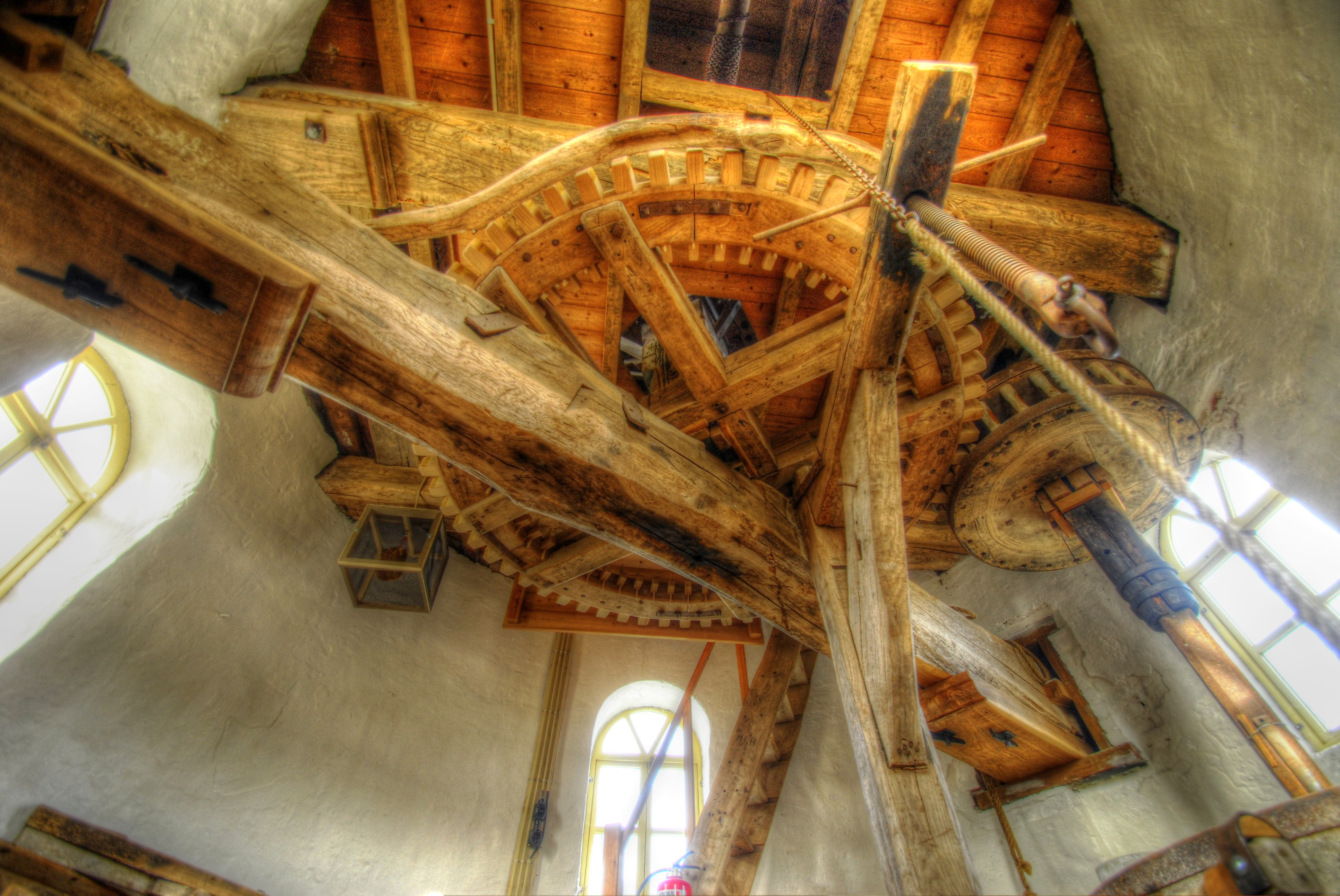
Gaande werk Sint Annamolen Keent

Korenmolens:
Sint Anna (Weert) ·
Sint Anna (Tungelroy) ·
Sint Oda ·
Wilhelmus-Hubertus